# 穂積詩子
穂積 詩子（ほづみ うたこ、1968年9月1日 - ）は、日本の元女性プロレスラー。血液型A型。東京都八王子市出身。
夫は元大相撲力士でプロレスラーの維新力浩司。
LLPW所属時代に、1990年代当時流行していたディスコ『ジュリアナ東京』のお立ち台ギャル風のボディコンコスチュームで登場するスタイルを取り入れたことから、ジュリアナ詩子として知られた。

## 経歴・戦歴
1989年
- 1月10日、後楽園ホールにて、対小金井幸子戦でデビュー。

1992年
- ジャパン女子プロレスの崩壊により旗揚げされたLLPWの所属選手となる。

1993年
- 6月15日、大田区体育館大会より、ジュリアナ風スタイルへ変身。

1994年
- 6月9日、後楽園ホールにて、対半田美希で引退試合。
- 6月、プロレスラーの維新力と結婚。
- 12月、夫婦で飲食店「どりんくばあー 維新力の店（東京・吉祥寺）」をオープン。

2000年
- 8月、立野記代20周年記念試合（後楽園ホール）にて1日限りの限定復活。立野記代・ハーレー斉藤 vs 穂積詩子・半田美希の往年のタッグが再現した。

2021年
- 9月20日、息子の飯橋理貴（りき）、飯橋偉進（いしん）がDRAGON GATE大田区大会で揃ってプロレスデビューを果たす[2]（理貴は2022年6月6日付で引退）。

現在でも飲食店「維新力の店」を夫婦で切り盛りしている。

## 得意技
- ウラカン・ラナ
- 卍固め
- バックドロップ・ホールド